# Ein starkes Team: Gemischtes Doppel
Gemischtes Doppel ist ein deutscher Fernsehfilm von Konrad Sabrautzky und Neithardt Riedel aus dem Jahr 1994. Es handelt sich um die Pilotfolge der Krimiserie Ein starkes Team mit Maja Maranow und Florian Martens in den Hauptrollen.

## Handlung
Der Unternehmer Kippenberg betreibt in Berlin eine Kette von Copy-Shops und eine Import-Export-GmbH. Die Kripo hat starke Indizien dafür, dass Kippenbergs wahre Einnahmequelle der Drogenhandel ist und sein Unternehmen lediglich der Geldwäsche dient. Ein verdeckter Ermittler nimmt als vorgeblicher Dealer Kontakt zu Piotr auf, einem von Kippenbergs Mitarbeitern. Piotr, der nicht ahnt, dass seine Wohnung verwanzt ist und er selbst rund um die Uhr observiert wird, beschafft eine erste Lieferung Heroin für seinen „Neukunden“. Das reicht als Begründung für einen Durchsuchungsbeschluss für Kippenbergs Lagerhaus. Zum Zeitpunkt der Durchsuchung hat der gerade Besuch von Geschäftspartnern, die sofort das Feuer auf die Polizisten eröffnen. Nachdem die Einsatzkräfte die Lage unter Kontrolle gebracht haben, gibt es eine Überraschung: Der Drogenhandel ist nur ein Nebengeschäft, das Piotr und dessen Komplizen ohne Kippenbergs Wissen betreiben. Kippenberg selbst ist ein viel größerer Fang. Er hat alles vorbereitet, um im großen Stil einsatzbereite Neutronenbomben zu importieren. Nur durch den Polizeieinsatz wurde die Übergabe eines ersten Probeexemplars in letzter Minute verhindert.
Begleitend zur Krimi-Handlung werden ausführlich die Hauptpersonen der Serie vorgestellt. Verena Berthold ist „Westlerin“, selbstbewusst und hat viele Jahre Erfahrung im Polizeidienst. Sie ist ledig und wohnt zusammen mit ihrem Vater. Nur gegen ihren massiven Protest wird ihr ausgerechnet der als sonderbar und eigenbrötlerisch verrufene Otto Garber als neuer Partner zugewiesen. Otto Garber, geschiedener Vater einer Tochter, war schon vor der Wende Polizist in der DDR. Er hält prinzipiell nicht viel von Frauen im Polizeidienst. Die Vorstellung einer selbstbewussten „Wessi“ als Partnerin begeistert ihn wenig. Rein zufällig hat ein ehemaliger Weggefährte von Otto eine neue Gaststätte ganz in der Nähe der Ermittlungsorte eröffnet. Damit kommt Sputnik ins Spiel, ein Mann unbestimmten Alters, der offenbar Ottos Vertrauen genießt und über einen reichen Schatz an Lebensweisheiten verfügt, aus dem er gerne und reichlich zitiert.

## Hintergrund, Erstausstrahlung
Ursprünglich war der Film als einzelne Krimikomödie für das Montagabendprogramm geplant. Aufgrund des hohen Zuschauerzuspruchs wurde mit Erbarmungslos schließlich ein weiterer Film gedreht, und so entwickelte sich dann die Krimireihe Ein starkes Team. Karin Baal spielte in dieser Pilotfolge die Rolle der SEK-Leiterin Daniela Heitberg, ab Folge 2 war Irm Hermann in dieser Rolle besetzt.
Die Erstausstrahlung dieses Films im ZDF fand am Montag, den 28. März 1994 zur Hauptsendezeit statt.

## Drehorte (Auswahl)
Gemischtes Doppel wurde in Berlin und Umgebung gedreht.
- Das Polizeipräsidium war im TELES-Gebäude, Ernst Reuter Platz 8.
- Der Hauptverdächtige Kippenberg wohnte in einer Villa in der Klopstockstraße 14a. Berthold und Garber observieren die Villa aus ihrem Dienstwagen heraus, obwohl Verena Berthold schräg gegenüber in der Schillerstraße 10 bei ihrem Vater wohnt. (was im Film natürlich nicht wahrnehmbar ist).
- Das Fabrikgelände, wo die illegalen Drogengeschäfte abgewickelt werden, war in der Wilhelminenhofstraße 89.
- Die Verfolgung auf den Dächern wurde in der Gubener Straße 34–36 gedreht.
- Sputniks Häppchen-Lokal war in der Frankfurter Allee 2.